# Rhaphium longipalpe
Rhaphium longipalpe är en tvåvingeart som beskrevs av Charles Howard Curran 1926. Rhaphium longipalpe ingår i släktet Rhaphium och familjen styltflugor. Inga underarter finns listade i Catalogue of Life.